# Andreas Olavi Hornerus
Andreas Olavi Hornerus, född 19 maj 1672, död 20 oktober 1739 i Vireda församling, Jönköpings län, var en svensk präst.

## Biografi
Andreas Hornerus föddes 1672. Han var son till komministern Olavus Andreæ Hornerus i Säby församling. Hornerus blev 1695 student vid Lunds universitet och prästvigdes 1700. Han blev pastorsadjunkt i Flisby församling och 1702 komminister i Norra Solberga församling. År 1729 blev han kyrkoherde i Vireda församling. Han avled 1739 i Vireda församling.

### Familj
Hornerus gifte sig med (Anna Oxelgren) Elisabet Hvahl. Hon var dotter till kyrkoherden Elisæus Eliæ Hval i Hults församling. De fick tillsammans barnen kollegan Olaus Hornerus i Vadstena och kyrkoherden Elisæus Horrnér i Östra Tollstads församling.